# Зелёный (Приморский край)
Зелёный — село в Лазовского района Приморского края России, входит в состав Лазовского сельского поселения.

## География
Село Зелёный стоит в верховьях реки Лазовка, на южных склонах главного хребта Сихотэ-Алинь.
Дорога к селу идёт на север от 107-го километра автотрассы Находка — Кавалерово, расстояние до трассы около 6 км.
Расстояние до районного центра села Лазо около 35 км (на восток от перекрёстка Р447). Расстояние до села Сергеевка Партизанского района около 33 км (на запад от перекрёстка Р447).

## История
С 2002 года по 2011 год село носило наименование Зелёное.

## Население
| 2002 | 2007 | 2008 | 2010 |
| ---- | ---- | ---- | ---- |
| 5    | ↘1   | ↗2   | ↘0   |

## Улицы
В селе имеются две улицы: ул. Верхняя и ул. Нижняя.